# Cytherella scutulum
Cytherella scutulum is een mosselkreeftjessoort uit de familie van de Cytherellidae. De wetenschappelijke naam van de soort is voor het eerst geldig gepubliceerd in 1976 door Ruggieri.